# Grzegorz Gajdus
Grzegorz Gajdus (ur. 16 stycznia 1967 w Skórczu k. Starogardu Gdańskiego) – lekkoatleta – biegacz długodystansowy. Obecnie trener. Żołnierz Wojska Polskiego.

## Osiągnięcia
Zawodnik Oleśniczanki, zawodowy biegacz włoskiej firmy FILA. Olimpijczyk z Atlanty. Złoty medalista Światowych Igrzysk Wojskowych Zagrzeb 1999 – 2.16:40 s 4-krotny mistrz Polski – w biegu na 10 000 m, półmaratonie i biegu przełajowym.

## Rekordy życiowe
- bieg na 5000 metrów – 13:44,97 s (1993)
- bieg na 10 000 metrów – 28:40,01 s (1992)
- półmaraton – 1:02:24 s (26 września 1999, Grevenmacher) – 6. lokata w polskich tabelach historycznych[2]
- maraton – 2:09:23 s (12 października 2003, Eindhoven – do 3 marca 2012 rekord Polski) – 2. lokata w polskich tabelach historycznych[2]